# A1 (Albanië)

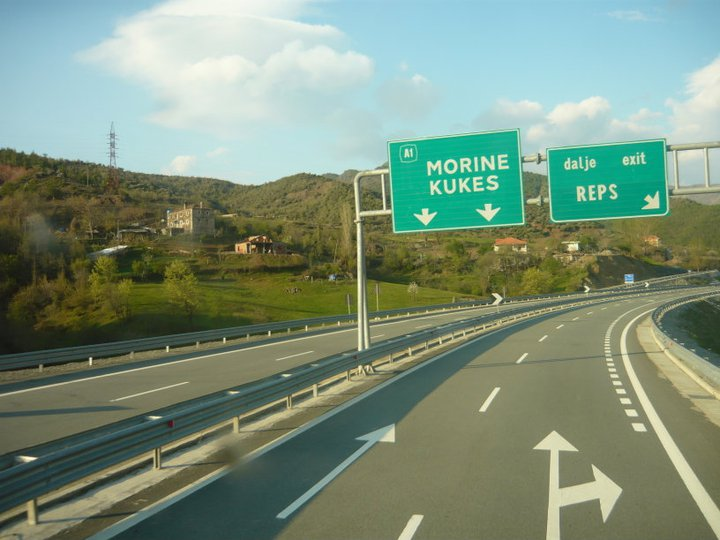
De A1

De A1 is een snelweg in Albanië. De weg loopt van de kust bij Durrës naar de grens met Kosovo. De bouw van de 60 kilometer lange weg van Rrëshen naar Kalimash, door het bergachtige noorden van Albanië, was destijds het duurste bouwproject ooit in Albanië. Hier werden 27 bruggen en viaducten gebouwd, daarnaast ook een tunnel met een lengte van 5,65 kilometer. Ondanks de hoge aanlegkosten werd de weg aangelegd om de groeiende afzetmarkt in Kosovo te bereiken. 
De A1 werd ook verder geopend tussen Thumanë en Kashar op 30 juni 2024. 